# Retreta
Se llamaba retreta al toque militar común a la infantería y a la caballería que en general indicaba que una tropa formada o que marchaba hacia delante, diera media vuelta y lo ejecutara en retirada.
Servía también la retreta de señal para que se retiraran a sus cuarteles, tiendas o alojamiento los soldados que aún no lo hubieran verificado. A su vez se toca al inicio de la formación de control nocturno.
En Hispanoamérica también se usa para describir una fiesta nocturna o vespertina en la cual una banda militar, o de cualquier otra institución, recorre las calles ofreciendo una función musical o concierto al aire libre, generalmente en plazas públicas, parques y paseos.
La retreta festiva suele ser diurna o matinal en domingo o días festivos y en muchos lugares las retretas dominicales son una tradición muy concurrida e ineludible.
En las fiestas de Moros y Cristianos estas retretas nocturnas, por su carácter festivo, se han vuelto en verdaderos carnavales donde se critica y se hace sátira de la sociedad local.